# Ernst Wegner

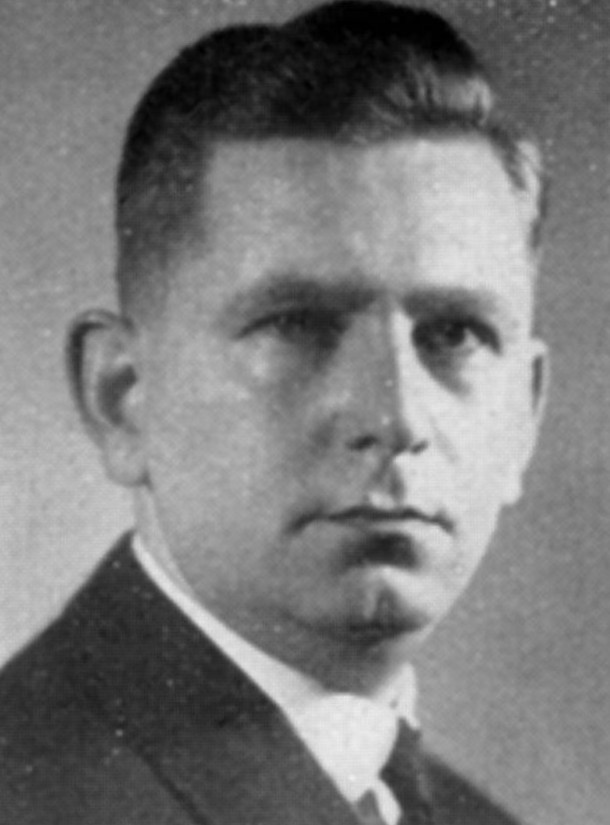
Ernst Wegner, um 1933

Ernst Gustav Wilhelm Wegner (* 16. Januar 1900 in Szymborze, Provinz Posen; † 19. Juni 1945 ebenda) war ein deutscher Mediziner und Politiker (NSDAP).

## Leben und Wirken
Ernst Wegner wurde 1900 als Sohn eins Chemikers geboren. In seiner Jugend besuchte er von 1909 bis 1912 das Gymnasium in Köthen, dann bis 1918 das Realgymnasium in Bernburg.
Im Sommer 1918 meldete er sich als Kriegsfreiwilliger zur Teilnahme am Ersten Weltkrieg. Als Angehöriger des Garde-Jäger-Bataillons in Potsdam wurde er jedoch nur noch kurz, von September bis November 1918, an der Front eingesetzt.
Nachdem Wegner Ostern 1919 das Abitur nachgeholt hatte, studierte er Medizin in Greifswald, Halle, Innsbruck und München, wo er 1924 das Staatsexamen ablegte und zum Dr. med. promovierte. 1925 ließ er sich als praktischer Arzt im sächsischen Kirchberg nieder.
Politisch schloss Wegner, der bereits im März 1920 mit der Brigade Ehrhardt am Kapp-Putsch teilgenommen hatte, sich Ende der 1920er Jahre der NSDAP an. In den folgenden Jahren leitete er für diese einen Ortsverein und trat als Gauredner auf. 1930 wurde er auch Mitglied der SA, in der er 1938 den Rang eines Sanitätsbrigadeführers erreichte. Im selben Jahr wurde er Gauobmann des Nationalsozialistischen Deutschen Ärztebundes in Sachsen. Außerdem wurde er Stadtverordneter und Fraktionsführer der NSDAP-Fraktion in der Stadtverordnetenversammlung von Kirchberg.
Von Juli 1932 bis November 1933 saß Wegner als Abgeordneter der NSDAP im Reichstag, in dem er den Wahlkreis 29 (Leipzig) vertrat.
Nach der Machtübernahme der Nationalsozialisten im Frühjahr 1933 wurde Wegner zum Staatskommissar für Gesundheitswesen im sächsischen Innenministerium bestellt. 1934 wurde er dort zum Ministerialrat befördert. Des Weiteren wurde ihm als Rektor die Leitung der Staatsakademie für Rassen- und Gesundheitspflege, die Leitung des Gauamtes für Volksgesundheit und 1935 die Leitung des Deutschen Hygienemuseums übertragen. 1937 wurde Wegner auf Wunsch des Reichsärzteführers Gerhard Wagner von seinen Tätigkeiten im Innenministerium entbunden und stattdessen zum Leiter der Ärztekammer Sachsens ernannt. Zudem fungierte er als Leiter der Akademie für ärztliche Fortbildung und war Amtsleiter der kassenärztlichen Vereinigung in Dresden.
1939 übernahm Wegner die Leitung der Abteilung Gesundheit in der Führung der Deutschen Arbeitsfront (DAF). 1941 wurde er Hauptstellenleiter Hauptamt für Volksgesundheit (HAVG).
Nach Kriegsende wurde die von Wegner herausgegebene Schrift Rassenhygiene für Jedermann (1934), an der auch Martin Staemmler und Otto Reche mitgewirkt hatten, in der Sowjetischen Besatzungszone auf die Liste der auszusondernden Literatur gesetzt. Wegner selbst hatte dafür verfasst: Die Geschichte als Lehrmeister völkischen Geschehens, einen Essay, in dem die Rassenmischung und die Juden für alle Probleme in der Geschichte, insbes. die Niederlage von 1918, verantwortlich gemacht wurden: Die Juden sind der unbesiegten Wehrmacht nach jahrzehntelanger Wühlarbeit feige, da sie nicht selbst gedient haben, in den Rücken gefallen, haben die Novemberrevolution angezettelt usw.

## Schriften
- Über Verletzungen der Brustfellkuppel, München 1925.
- Rassenhygiene für Jedermann, Dresden 1934. (2. Auflage 1935)